# Moha
Pour les articles homonymes, voir Moha (homonymie).
Moha (en wallon Mouhå) est un village de Hesbaye, au nord-ouest de la ville de Huy, en Belgique.  Administrativement il fait partie de la commune de Wanze située en Région wallonne dans la province de Liège. C'était une commune à part entière avant la fusion des communes de 1977. Situé au confluent de la Fosseroule et de la Mehaigne le village est à la pointe méridionale du 'Parc naturel des vallées de la Burdinale et de la Mehaigne'.

## Démographie
- Sources:INS, Rem:1831 jusqu'en 1970=recensements, 1976= nombre d'habitants au 31 décembre

## Liste des bourgmestres de 1830 à 1977
Le village a donné son nom à un quartier de l'ancienne Principauté de Liège, et fut jusqu'au XIIIe siècle un comté indépendant, son dernier comte en fut Albert II de Dabo-Moha, mort en 1212, qui détenait cette terre en alleu. Le comté de Moha passa ensuite à la famille de Warnant.

## Patrimoine et culture

### Patrimoine architectural et sites

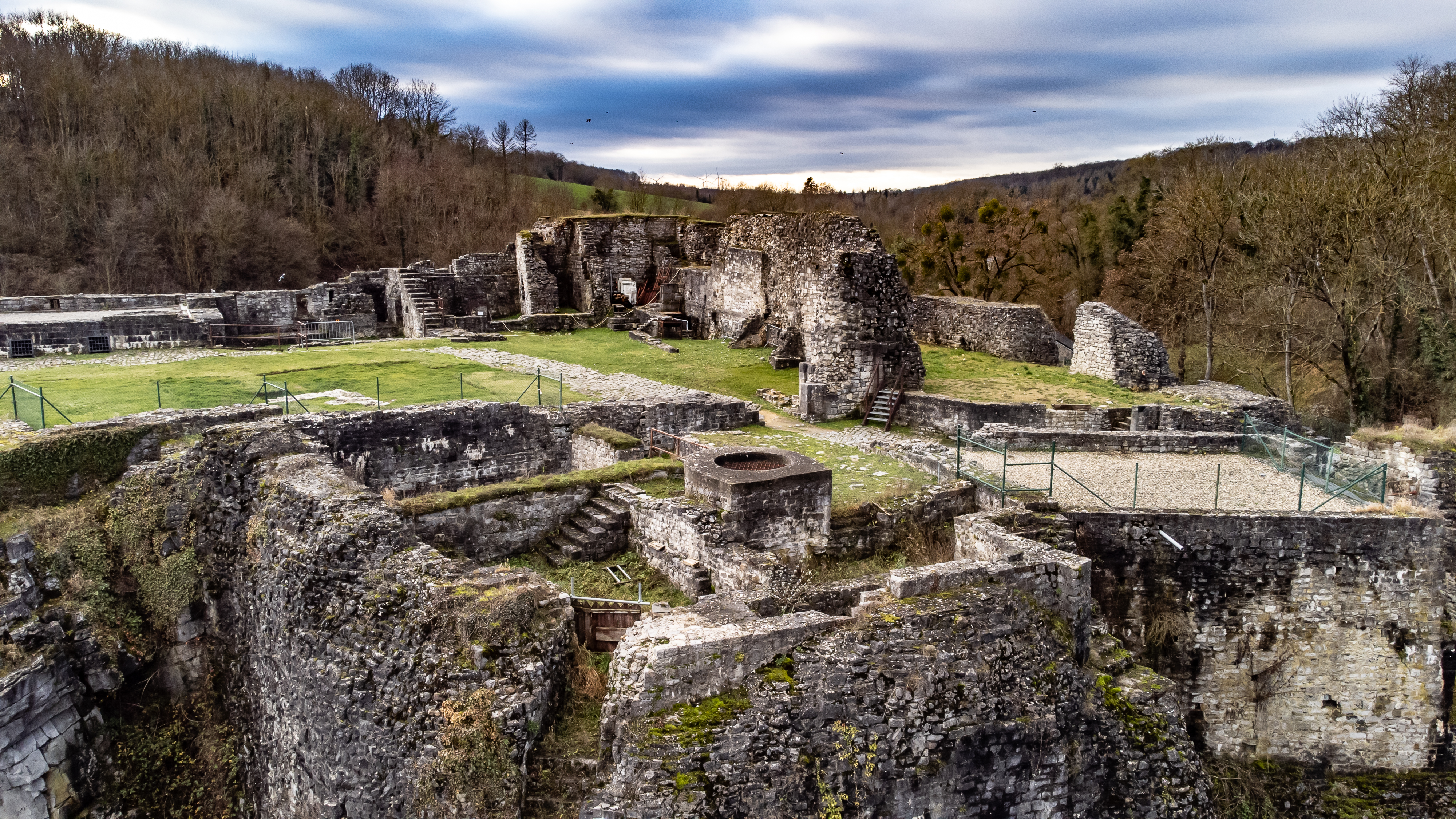
Le château fort de Moha.

Le château de Moha. Le village possède une des plus anciennes forteresses médiévales de Belgique dominant la Mehaigne, le château de Moha. Le château, construit entre le Xe et le XVIIe siècle, occupe une position stratégique. Il est situé sur un éperon rocheux barré au nord par un large fossé et naturellement défendu par des roches abruptes dans les autres directions. Propriété d'abord d'un seul Seigneur de Moha (première maison), Albert qui meurt sans descendance mâle avec seule une fille NN, son héritière, qui épouse Henri (Ier), comte d'Eguisheim et de Dagsbourg, devenant ainsi le premier comte de Moha (deuxième maison) iure uxoris. 
Le territoire tombe aux mains d'Hugues de Pierrepont, prince-évêque de Liège, en 1225. Ce dernier lui ajoute des défenses et double certaines murailles. En 1376, les Hutois envahissent et détruisent partiellement le château. Il n'est cependant pas abandonné, son occupation se poursuit jusqu'aux XVIe et XVIIe siècles. L'ensemble castral est constitué de deux espaces rectangulaires, une basse et une haute cour autour desquelles s'articulaient différents bâtiments (casemate, donjon, pièces d'habitation, chapelle et tours). En activité jusqu'à la fin du XVIIIe siècle, la chapelle fut désaffectée pendant la révolution liégeoise. La tour dite « Sainte-Gertrude » domine le confluent à la pointe de l'éperon, au sud-est. Construite en moellons, cette tour est couverte d'une voûte en cul-de-four dans sa partie semi-circulaire et d'une voûte sur croisée d'ogives, dont subsistent les quatre consoles d'angle, dans sa partie carrée. Il reste aujourd'hui un ensemble de vestiges où de nombreux événements folkloriques et culturels sont organisés.
- Église Notre-Dame du Rosaire.

- Lavoir de Moha : le lavoir public de Moha avec de l'eau qui coule d'une source.

## Économie

### Industrie
Au nord du village, l'entreprise Carmeuse exploite une carrière de calcaire. De vastes bassins de décantation - utilisés pour les eaux de lavage - surplombent le village. La carrière est reliée au rail (ancienne ligne 127 Landen - Hannut - Statte).

## Galerie

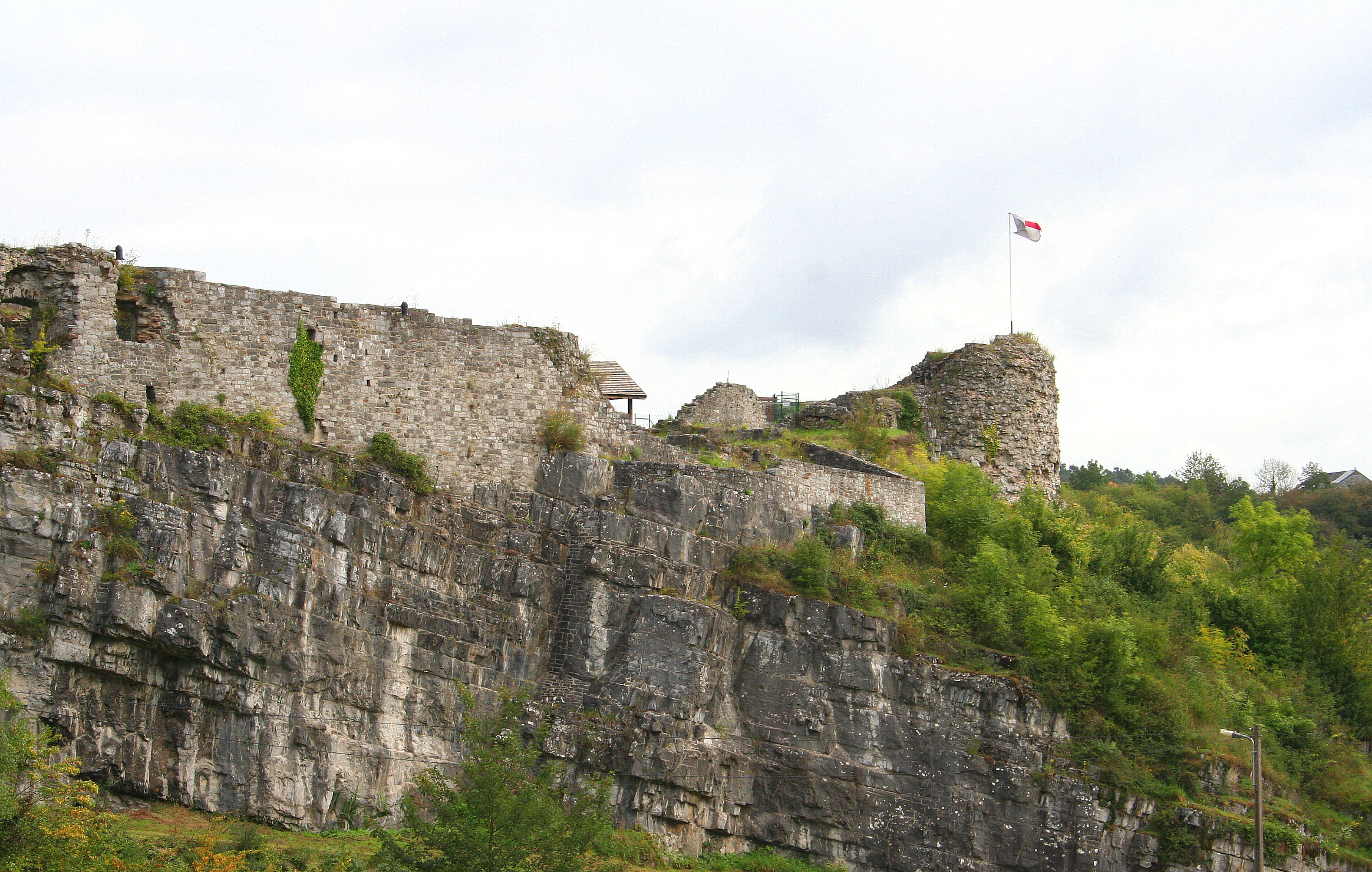
Les ruines du château.
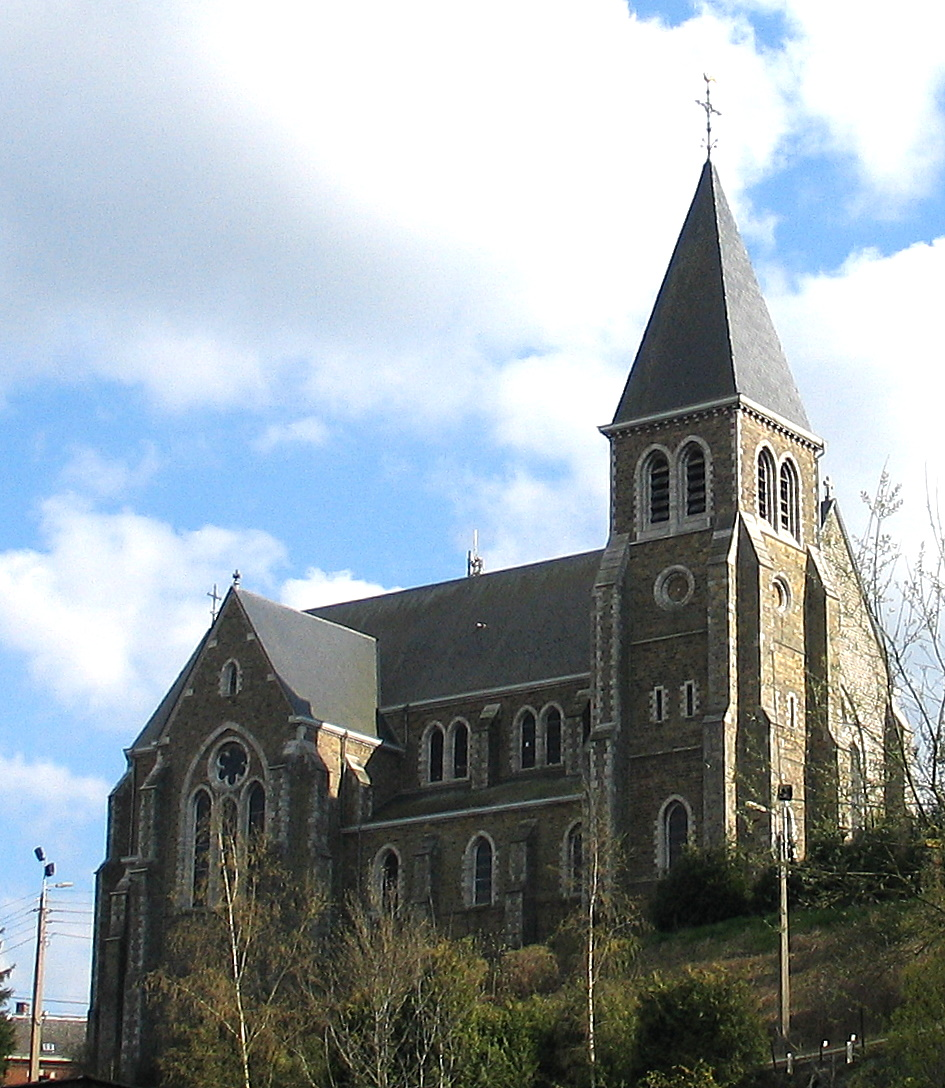
Eglise de Moha.
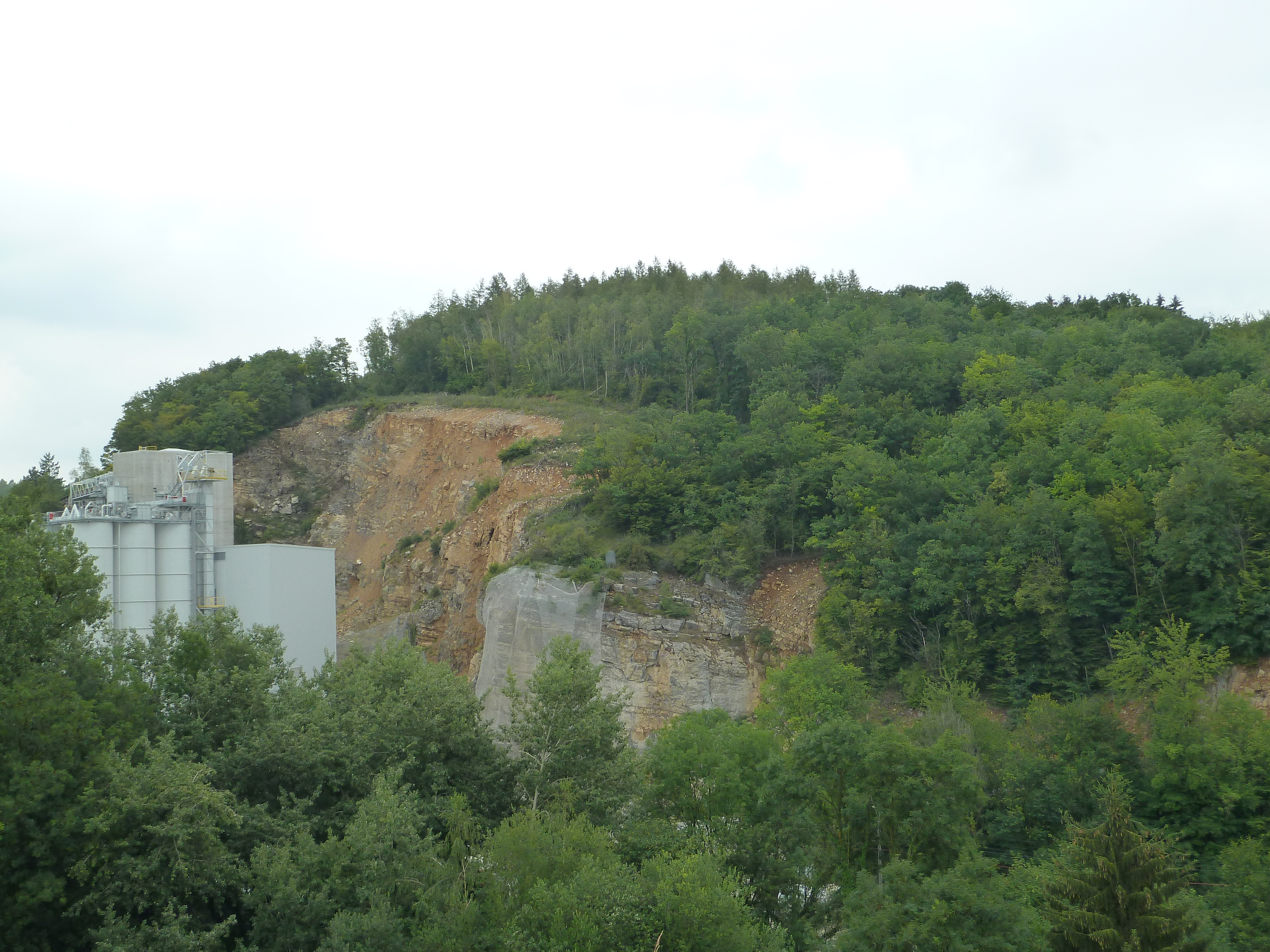
Carrière en Moha.
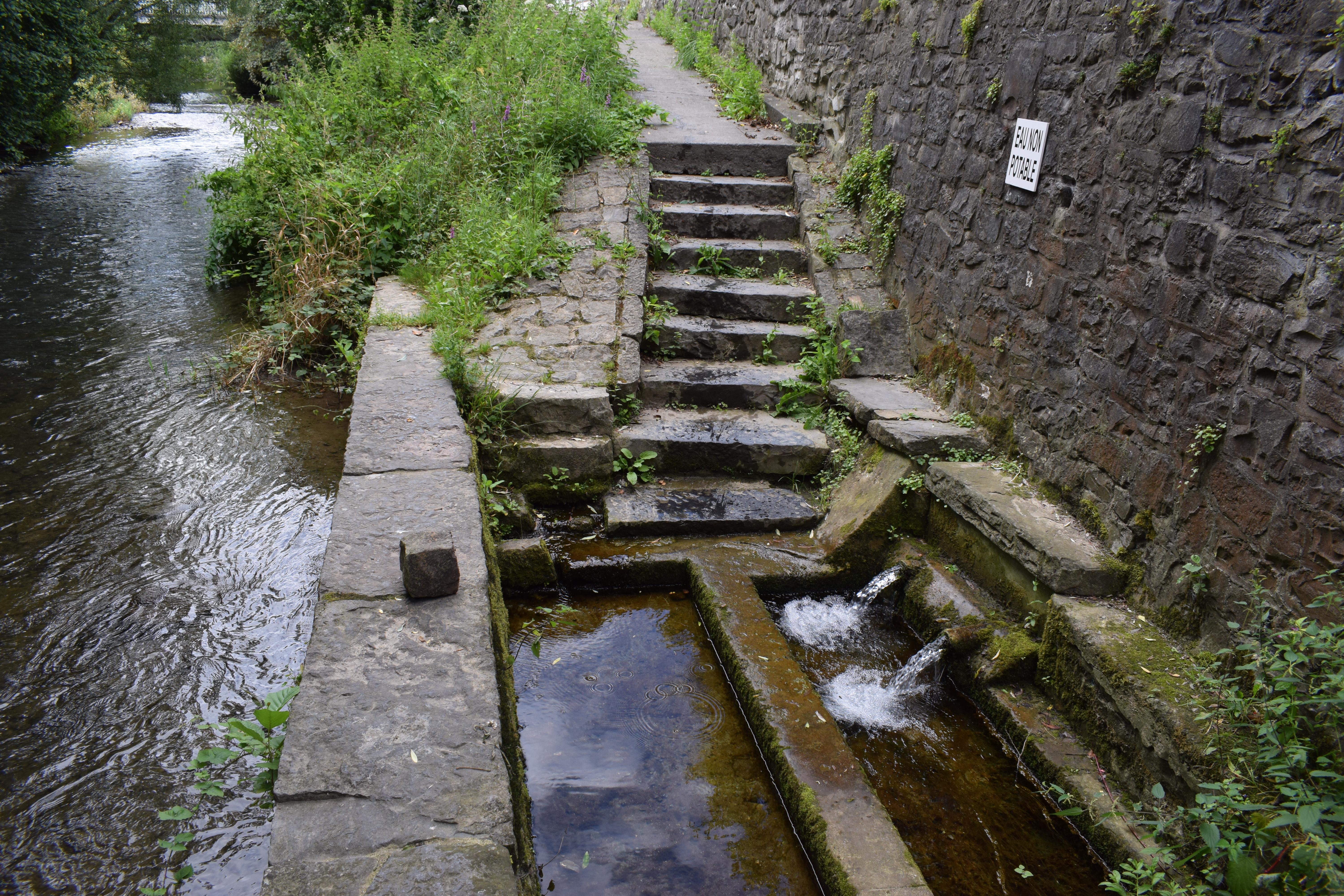
Lavoir de Moha.